# Diospage violitincta
Diospage violitincta är en fjärilsart som beskrevs av Rothschild 1909. Diospage violitincta ingår i släktet Diospage och familjen björnspinnare. Inga underarter finns listade i Catalogue of Life.